# Piotr Grzelczak
Piotr Grzelczak (ur. 2 marca 1988 w Łodzi) – polski piłkarz występujący na pozycji napastnika lub pomocnika w polskim klubie Barycz Sułów.
Wychowanek Widzewa Łódź. W swojej karierze reprezentował także barwy KKS-u Koluszki, Pelikana Łowicz, Lechii Gdańsk, Polonii Warszawa, Jagiellonii Białystok, Górnika Łęczna, greckiej Platanii Chanion i Chojniczanki Chojnice. Były młodzieżowy reprezentant Polski.

## Kariera klubowa

### Widzew Łódź
Pochodzący z Łodzi, Piotr Grzelczak, zaczynał swoją karierę w juniorskich zespołach miejscowego Widzewa. Debiut w pierwszym zespole zaliczył 4 sierpnia 2006 roku w spotkaniu z GKS-em Bełchatów (0:1) w II kolejce Ekstraklasy. Pierwszą bramkę zdobył natomiast 21 listopada w meczu Pucharu Ekstraklasy z Koroną Kielce (2:1). W debiutanckim sezonie Grzelczak zagrał w 12 spotkaniach Ekstraklasy, a Widzew zajął 12. miejsce w tabeli. W międzyczasie został też na krótko wypożyczony do IV-ligowego KKS-u Koluszki.
W sezonie 2007/2008 do swego dorobku dołożył 13 meczów w najwyższej klasie rozgrywkowej. Strzelił też po 2 bramki w ramach rozgrywek Pucharu Ekstraklasy i Pucharu Polski. Sezon nie skończył się udanie dla łodzian, którzy zajęli 15. miejsce w Ekstraklasie i spadli do nowo powstałej I ligi.
Na sezon 2008/2009 Grzelczak został wypożyczony do II-ligowego Pelikana Łowicz. Szybko wywalczył sobie miejsce w podstawowym składzie zespołu. W jego barwach zadebiutował 27 lipca 2008 w wygranym 2:1 meczu z Ruchem Wysokie Mazowieckie. Pierwszą bramkę dla zespołu z Łowicza zdobył 31 sierpnia w meczu z Wigrami Suwałki (1:2). Ostatecznie Grzelczak zakończył sezon z dorobkiem 32 spotkań ligowych i 18 bramek, co dało mu tytuł króla strzelców II ligi. Z Pelikanem zajął 8. miejsce w tabeli.
Na sezon 2009/2010 powrócił do drużyny Widzewa. 11 września 2009 roku zdobył swoją pierwszą ligową bramkę dla czerwono-biało-czerwonych – w meczu z Wisłą Płock (3:0). Wywalczył z klubem awans do Ekstraklasy.
25 września 2010 roku Grzelczak zdobył swoją pierwszą bramkę w Ekstraklasie, w spotkaniu z Ruchem Chorzów (1:1). W następnej kolejce znów pokonał bramkarza rywali, tym razem w meczu z Polonią Bytom (2:2). Prawdziwy progres formy Grzelczak zanotował pod koniec sezonu, kiedy to w sześciu majowych spotkaniach strzelił aż 5 bramek.
30 lipca 2011 roku przeciwko Wiśle Kraków napastnik rozegrał swój setny oficjalny mecz w barwach RTS.
Łącznie, biorąc pod uwagę wszystkie rozgrywki, w barwach Widzewa Łódź, Piotr Grzelczak rozegrał 106 meczów, w których strzelił 19 bramek i zanotował 4 asysty.

### Lechia Gdańsk
1 lutego 2012 roku został zawodnikiem Lechii Gdańsk. Zwolennikiem tego transferu był nowy trener Lechii, Paweł Janas, który wcześniej pracował już z Grzelczakiem w Widzewie. W nowych barwach zadebiutował w zremisowanym 1:1 spotkaniu z Cracovią w 18.kolejce Ekstraklasy, notując jednocześnie asystę przy otwierającej wynik spotkania bramce Piotra Wiśniewskiego. Pierwszego gola dla biało-zielonych strzelił 30 marca 2012 w wygranym 3:1 meczu z GKS-em Bełchatów.
Przez rok wystąpił w 16 ligowych meczach Lechii, strzelając 1 gola i 28 lutego 2013 został wypożyczony na pół roku do Polonii Warszawa. W drużynie czarnych koszul rozegrał 11 meczów, w których zdobył 1 bramkę w meczu z Podbeskidziem (2:1).
Po zakończeniu sezonu powrócił do Gdańska. 30 lipca 2013 zanotował świetny występ okraszony golem w meczu towarzyskim Lechii przeciwko Barcelonie (2:2).   W sezonie 2013/14 w 35 ligowych spotkaniach strzelił dla Lechii 7 bramek i zanotował 6 asyst- był to drugi najlepszy sezon Grzelczaka pod względem skuteczności w Ekstraklasie. W kolejnym sezonie w 22 meczach Ekstraklasy strzelił 3 gole. W Lechii Gdańsk rozegrał, biorąc pod uwagę wszystkie rozgrywki, 85 spotkań. Strzelił w nich 12 goli i 11 razy asystował przy bramkach kolegów.

### Jagiellonia
17 czerwca 2015 został piłkarzem Jagiellonii Białystok. W drużynie z Białegostoku zadebiutował 19 lipca 2015 w meczu I kolejki Ekstraklasy z Koroną Kielce (2:3), zdobywając jednocześnie debiutanckiego gola. 9 lipca 2015 podczas wygranego przez Jagiellonię, 8:0, rewanżowego meczu I rundy kwalifikacji do Ligi Europy przeciwko Kruoja Pokroje, zadebiutował w europejskich pucharach. W sezonie 2015/16 wystąpił w 35 meczach Jagi i strzelił 6 bramek, a po jego zakończeniu został wystawiony przez klub na listę transferową.

### Górnik Łęczna
1 lipca 2016 podpisał roczny kontrakt z Górnikiem Łęczna. W nowym zespole zadebiutował 16 lipca 2016 wychodząc w pierwszym składzie na mecz I kolejki Ekstraklasy z Ruchem Chorzów (1:2). Swojego pierwszego dla Górnika, strzelił 30 września 2016 w przegranym 1:2, ligowym meczu z Lechem Poznań. W sezonie 2016/17, rozegrał łącznie 33 spotkania, strzelając 6 bramek i notując 4 asysty i spadł z klubem z Ekstraklasy.

### Platania Chanion
26 czerwca 2017 podpisał dwuletni kontrakt z greckim klubem Plataniá Chaníon.

### Chojniczanka
2 września 2018 roku związał się z Chojniczanką Chojnice.

### FK Atyrau
23 sierpnia 2019 przeszedł do kazachskiego FK Atyrau. W nowym klubie zadebiutował 31 sierpnia w przegranym 0:3 meczu ligowym z Irtyszem Pawłodar.

## Statystyki

### Klubowe
(aktualne na dzień 2 czerwca 2017)
| Klub                    | Sezon              | Liga               | Liga  | Liga   | Puchary krajowe | Puchary krajowe | Europa | Europa | Suma  | Suma   |
| Klub                    | Sezon              | Liga               | Mecze | Bramki | Mecze           | Bramki          | Mecze  | Bramki | Mecze | Bramki |
| ----------------------- | ------------------ | ------------------ | ----- | ------ | --------------- | --------------- | ------ | ------ | ----- | ------ |
| Widzew Łódź             | 2006/07            | Ekstraklasa        | 13    | 0      | –               | –               | –      | –      | 13    | 0      |
| KKS Koluszki (wyp.)     | 2006/07 (j)        | IV liga            | –     | –      | –               | –               | –      | –      | –     | –      |
| Widzew Łódź             | 2007/08            | Ekstraklasa        | 13    | 0      | 1               | 0               | –      | –      | 14    | 0      |
| Pelikan Łowicz (wyp.)   | 2008/09            | II liga            | 32    | 18     | –               | –               | –      | –      | 32    | 18     |
| Widzew Łódź             | 2009/10            | I liga             | 32    | 7      | 1               | 0               | –      | –      | 32    | 7      |
| Widzew Łódź             | 2010/11            | Ekstraklasa        | 26    | 8      | 3               | 1               | –      | –      | 29    | 9      |
| Widzew Łódź             | 2011/12 (j)        | Ekstraklasa        | 15    | 2      | 2               | 1               | –      | –      | 17    | 3      |
| Lechia Gdańsk           | 2011/12 (w)        | Ekstraklasa        | 10    | 1      | –               | –               | –      | –      | 10    | 1      |
| Lechia Gdańsk           | 2012/13 (j)        | Ekstraklasa        | 6     | 0      | –               | –               | –      | –      | 6     | 0      |
| Polonia Warszawa (wyp.) | 2012/13 (w)        | Ekstraklasa        | 11    | 1      | –               | –               | –      | –      | 11    | 1      |
| Lechia Gdańsk           | 2013/14            | Ekstraklasa        | 35    | 7      | 4               | 0               | –      | –      | 39    | 7      |
| Lechia Gdańsk           | 2014/15            | Ekstraklasa        | 29    | 3      | 1               | 1               | –      | –      | 30    | 4      |
| Jagiellonia Białystok   | 2015/16            | Ekstraklasa        | 31    | 6      | 2               | 0               | 2      | 0      | 35    | 6      |
| Górnik Łęczna           | 2016/17            | Ekstraklasa        | 32    | 6      | 1               | 0               | –      | –      | 33    | 6      |
| Plataniá Chaníon        | 2017/18            | Superleague        | 0     | 0      | 0               | 0               | –      | –      | 0     | 0      |
| Ogólnie w karierze      | Ogólnie w karierze | Ogólnie w karierze | 285   | 59     | 15              | 3               | 2      | 0      | 302   | 62     |

### Reprezentacyjne
(aktualne na dzień 3 września 2010)
| Reprezentacja | Rok     | Mecze | Bramki |
| ------------- | ------- | ----- | ------ |
| Polska U-21   |         |       |        |
| 2008          | 1       | 0     |        |
| 2010          | 2       | 0     |        |
| Ogólnie       | Ogólnie | 3     | 0      |

| Mecze w reprezentacji | Mecze w reprezentacji | Mecze w reprezentacji | Mecze w reprezentacji | Mecze w reprezentacji | Mecze w reprezentacji | Mecze w reprezentacji |
| #                     | Data                  | Reprezentacja         | Przeciwnik            | Rezultat              | Gole                  | Rozgrywki             |
| --------------------- | --------------------- | --------------------- | --------------------- | --------------------- | --------------------- | --------------------- |
| 1.                    | 01 czerwca 2008       | U–21                  | Białoruś U-21         | 2:2                   | –                     | mecz towarzyski       |
| 2.                    | 03 marca 2010         | U–21                  | Holandia U-21         | 2:3                   | –                     | el.ME                 |
| 3.                    | 03 września 2010      | U–21                  | Finlandia U-21        | 0:2                   | –                     | el.ME                 |

## Życie prywatne
15 czerwca 2017 w bazylice katedralnej Najświętszej Marii Panny w Kielcach ożenił się z Magdaleną Zalińską, finalistką Miss Polski 2012.